# シャルル・レプラトニエ

シャルル・レプラトニエのデザインしたヘルメット

シャルル・レプラトニエ（フランス語: Charles L'Eplattenier, 1874年10月9日 - 1946年6月7日）はスイスの画家、建築家、彫刻家。ル・コルビュジエの師として知られるが、一方で自身もスイスにおけるアール・ヌーヴォーの一派である「スティル・サパン」の牽引者としての役割を果たした。

## 生涯
シャルル・レプラトニエは1874年、スイス・ヌーシャテルの農家に生まれ、1887年にはペソー（Peseux）の塗装工に弟子入りした。見習い期間中、同時にヌーシャテルを拠点に活動していた水彩画家のポール・ブービエ（Paul Bouvier）に絵画の指導を受けた。才能があり、また芸術への情熱を持っていた彼はブダペストに行くよう勧められ、1890年から1893年まで芸術学校に通った。その後ヌーシャテル州から奨学金を得て、今度はパリに留学し、パリ国立美術学校で3年間、リュック＝オリヴィエ・メルソンの師事を仰いだ。
帰国の最中、ラ・ショー＝ド＝フォン美術学校（l'École d'art de La Chaux-de-Fonds）から絵画と装飾の教授職の申し出があったため、1903年から1914年まで教鞭をとった。1905年、在職中に彼は新しく美術装飾高等科を創設した。そこでは当時世界的に流行していたアール・ヌーヴォーの基礎理論をスイスに持ち込み、地域的特性に合わせた新しい様式、すなわち「スティル・サパン」を確立するための教育を行なっていた。彼のもとでル・コルビュジエをはじめとする多くの学生が学んだ。建築史家のケネス・フランプトンはル・コルビュジエ研究の中で、レプラトニエが若きル・コルビュジエの将来に与えた影響が大きかったことを評価している。
この学科の学生たちとともに、1909年から1912年にかけて、ラ・ショー＝ド＝フォンの火葬場や、ヌーシャテル天文台（Neuchâtel Observatory）を手がけた。この時期、彼は芸術家と教育者という二つのキャリアを掛け持っていたが、1914年に芸術家としての仕事に専念すべく芸術学校をやめ、多くの作品を残した。
最終的にはドゥーでの落石事故が原因で1946年にレ・ブルネで没した 。

## 業績

### 芸術家として
シャルル・レプラトニエが正統なアバンギャルド芸術家であるとみなされることは少ないが、それでも彼の作品にはその特徴が見える。例えば、フェルディナント・ホドラーやピエール・ピュヴィス・ド・シャヴァンヌ、アルノルト・ベックリンなどにも見られるような記念碑的価値、象徴的な力、そしてパトスは、特にラ・ショー＝ド＝フォンの火葬場の絵画に滲み出ている 。加えて、彼は日本美術からの影響を受けているとも見られる。1900年頃まで美術の世界では写実主義が支配的であったが、その後より大胆な色遣いで、点描やフォーヴィスム的な絵画が増えた。一方のレプラトニエは1910年代頃から表現主義的なリアリズムへと変わっていった。
また自然は彼の創作活動の中でも特別な位置を占めており、自然への愛情と様式的な熟慮を作品の中でどちらも表現している。彼の確立したスイスにおけるアール・ヌーヴォーの一様式である「スティル・サパン」は自然の熱心な研究と土着の文化の芸術様式化に特徴が見られる。彼は特にジョン・ラスキンの著作に基づいて建築と装飾の連関を追求し、徹底的なデッサンによって自然から造形的な規則性を抽出することを目指していた。
シャルル・レプラトニエの仕事において公共事業としての制作は重要な位置を占めていた。特にコロンビエ城（château de Colombier）には彼の2つの作品（"La Mobilisation de 1914"（1915年 - 1919年）、Les origines de la Confédération（1935年 - 1946年））が残っている。そして1923年にはラ・ショー＝ド＝フォンの火葬場のモザイク画を手がけ、また1926年からは同地の美術館の階段の手すりに彫刻を施した。この他の作品には、家具のデザインや金細工、ポスター、イラスト、切手、モザイク、タペストリー、そしてさらには数件の記念碑がある 。

### 教育者として
レプラトニエの作風は愛国的かつ地域的で、新たな表現の道を切り開くようなことはなかったが、一方、彼の指導法は非常に現代的かつ革新的だった。実際、彼がアール・ヌーヴォーの精神に基づいた取り組みを始めたことで、ラ・ショー＝ド＝フォンの芸術学校は新たな命を吹き込まれたと言える。複雑化していたアール・ヌーヴォーの運動の中から、彼は特に芸術と工芸、技術と工業、装飾画の再生と装飾の評価などのそれぞれの関係性の再編を主張していた。これによって芸術作品の社会的側面が補強され、自然へ最重要性が付与された。その観点によって芸術作品を支配する基礎的法則が抽出できるようになり、同時にその形態の様式化と装飾の発明が促された 。

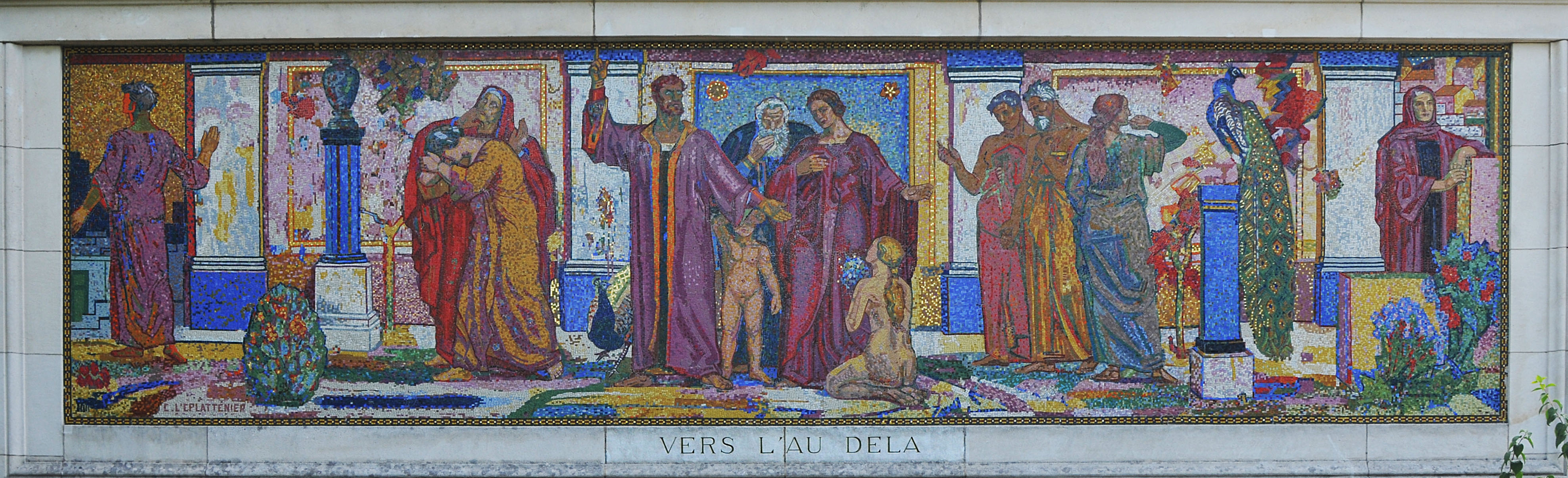
ラ・ショー＝ド＝フォンの火葬場の北面ファサードのモザイク画「彼方に向けて(Vers l'au-delà)」（1923年）
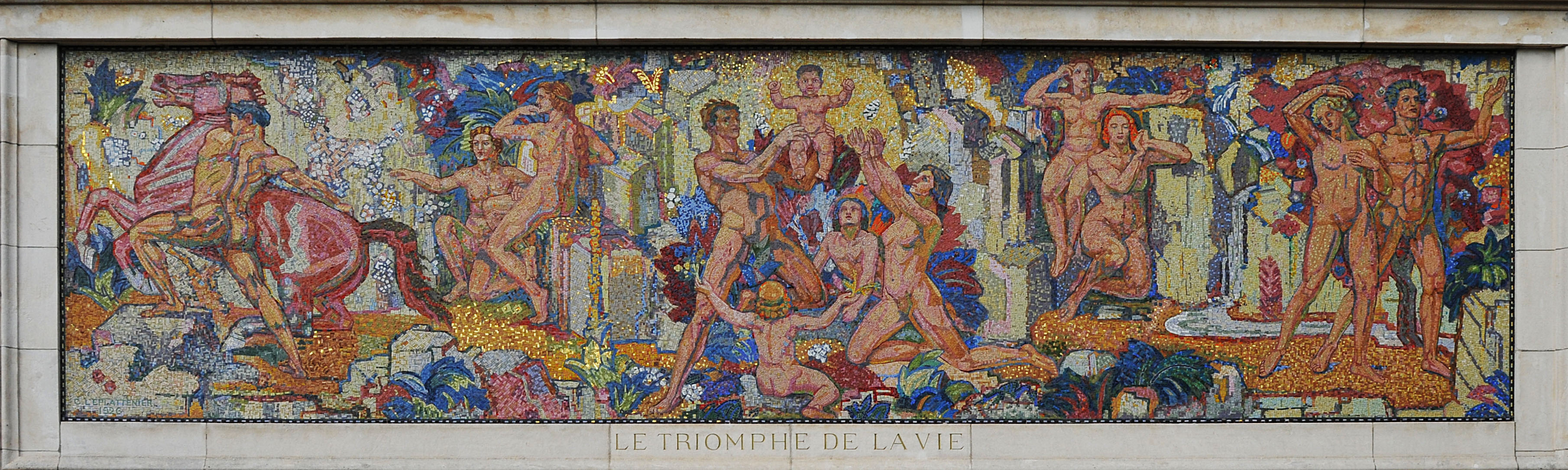
ラ・ショー＝ド＝フォンの火葬場の南面ファサードのモザイク画「人生の勝利(Le triomphe de la vie)」（1923年）

## 主な作品
- 切手のデザイン(1906年) - 新しい10、12、15サンチーム切手にヘルヴェティアの半身像をデザイン
- 彫刻「理想に向けて(Vers l'idéal)」(1909年) - ラ・ショー＝ド＝フォンの火葬場[6]
- 応用美術「浄化の火(Le feu purificateur)」、「魂の飛行(L'envol des âmes)」(1912年) - ラ・ショー＝ド＝フォンの火葬場[6]
- 工業デザイン「18型ヘルメット」(1918年) - 実際は不採用
- モザイク画「彼方に向けて(Vers l'au-delà)」(1926年) - ラ・ショー＝ド＝フォンの火葬場の北面ファサード[6]
- モザイク画「人生の勝利(Le triomphe de la vie)」(1926年) - ラ・ショー＝ド＝フォンの火葬場の南面ファサード[6]
- 彫刻「Le marcheur Jean Linder, champion du monde」、「Le sauteur」(1928年) - 1928年アムステルダムオリンピックの美術コンクールに出品[7]